# Davide Ferrario (regista)
Davide Ferrario (Casalmaggiore, 26 giugno 1956) è un regista, sceneggiatore, scrittore e critico cinematografico italiano.

## Biografia
Davide Ferrario nasce a Casalmaggiore (in provincia di Cremona), ma cresce a Bergamo, dove la sua famiglia si era trasferita poco tempo dopo la sua nascita. Qui frequenta il liceo classico e, a 19 anni, entra nello staff di Laboratorio 80, un cineforum aderente alla Federazione Italiana Cineforum, che, negli anni settanta, arriva a contare più di 6.000 soci. Questo permette a lui ed a un gruppo di altri cinefili di gestire professionalmente il cinema del circolo e anche di costituire una cooperativa di distribuzione, la Lab80 Film. È la Lab80 a portare in Italia i film di Wenders e Fassbinder, nonché L'uomo di marmo di Andrzej Wajda. Altra operazione coronata da successo è il recupero dei primissimi film, prodotti in Spagna, di Marco Ferreri, El pisito e El cochecito.
Nella sua funzione di responsabile delle acquisizioni, Ferrario gira per i festival cinematografici di tutto il mondo, stringendo rapporti di lavoro e amicizie personali soprattutto con l’ambiente del cinema indipendente americano. Questo lo conduce, una volta lasciata la Lab80 Film, ad assumere il ruolo di agente di molti autori americani. È lui, infatti, che combina la vendita italiana dei film di John Sayles, di Stranger than Paradise di Jim Jarmusch, di Koyaanisqatsi di Godfrey Reggio e molti altri. Nel frattempo continua a scrivere come critico su riviste specializzate. Del 1982 è una monografia, molto apprezzata, su Rainer Werner Fassbinder (Il Castoro). Qualche anno dopo decide di esordire nella regia. Il complesso della sua multiforme attività fino a oggi lo rende un personaggio a sé stante nel panorama del cinema italiano degli ultimi trenta anni: sempre indipendente, fortemente innovatore, mai simile a se stesso – con un piede nella ricerca più radicale e l’altro nel mercato commerciale.

### Film
Nel 1987 gira il primo cortometraggio, Non date da mangiare agli animali, con protagonisti il futuro premio Oscar Chris Cooper e Mariella Valentini. Due anni dopo, al festival di San Sebastian, viene presentato il suo primo lungometraggio, La fine della notte, con Dario Parisini e Claudio Bigagli, ispirato ad un fatto di cronaca nera. È chiaro fin dal primo film che lo stile di Ferrario ha poco a che fare con la tradizione italiana, mostrando invece una fortissima influenza del cinema americano. La fine della notte vince il premio Casa Rossa come “miglior film indipendente italiano” dell’anno. Dopo una serie di progetti non realizzati, bisogna aspettare il 1994 per il secondo film, Anime fiammeggianti.
Il film è più apprezzato all’estero (è invitato al Sundance) che in patria, ma viene notato dal produttore Gianfranco Piccioli che propone a Ferrario di dirigere l’adattamento cinematografico di Tutti giù per terra, il romanzo bestseller del torinese Giuseppe Culicchia. Il film, con un allora poco conosciuto Valerio Mastandrea nel ruolo del sardonico e disincantato protagonista, esce nel 1997 e consacra Ferrario come uno degli autori italiani più liberi e sperimentali, ma capace anche di raggiungere il grande pubblico. Tutti giù per terra è un ottimo successo sia al botteghino nazionale che nei festival internazionali. A Locarno, Mastandrea vince il Pardo come miglior attore. Dell’anno successivo è Figli di Annibale, con Diego Abatantuono e Silvio Orlando, un film che, nelle intenzioni dell’autore, “cerca di far convivere commedia popolare e linguaggio stilistico d’autore”.
Nel 1999 esce Guardami, presentato alla Mostra del Cinema di Venezia. È un film molto atteso e molto radicale: ispirato liberamente alla vita della pornostar Moana Pozzi, mette in scena senza infingimenti la vita dei lavoratori del cinema hard core, continuando una ricerca stilistica che porta a imprevedibili soluzioni di racconto e messa in scena. Il film crea scandalo e polemiche che portano Ferrario a decidere di allontanarsi dalla scena italiana. Un suo soggetto è acquistato dalla Miramax e per un paio d’anni l’autore fa la spola tra Italia e USA per svilupparlo. Ma alla fine il film non entra in produzione e Ferrario torna in Italia. Nelle sue parole è un periodo “in cui quello che vorrei fare non interessa a nessuno, e quello che mi offrono non interessa a me”. Ferrario decide così di fondare con Francesca Bocca, scenografa dei suoi film e compagna di vita, una sua compagnia di produzione: Rossofuoco.
L’esordio di Rossofuoco non potrebbe essere più fortunato. Dopo mezzanotte, realizzato con un budget ridottissimo, è il film di maggiore successo al festival di Berlino del 2004. Presentato nel Forum, vince il premio Caligari, il premio FIPRESCI e quello del pubblico. Viene venduto in più di 100 territori e in Italia è campione d’incassi e riceve 10 nomination ai David di Donatello, vincendone uno. Subito dopo realizza una commedia con Luciana Littizzetto protagonista, Se devo essere sincera . La sua ricerca di un modo diverso di utilizzare questo genere lo porta a girare Tutta colpa di Giuda (2009). È un film molto particolare: girato interamente nel carcere di Torino con detenuti e agenti veri, è una specie di musical che affronta i paradossi della religione. All'uscita del film, Ferrario dichiara: "sono un ateo convinto e sereno, ma bisogna avere fede per esserlo. Capisco il senso della religione come risposta alle grandi domande della vita, anche se penso che sia assurdo che qualcuno si alzi la mattina e si metta a parlare in nome di Dio. Però credo ai miti e il Cristianesimo è mito fondante della nostra cultura. Protagonista di Tutta colpa di Giuda è Kasia Smutniak. Seppur lodato dalla critica, il film è un insuccesso. Come lo è La luna su Torino (2014), un'altra commedia agrodolce sul disorientamento esistenziale della modernità. D’altra parte, Ferrario in questi ultimi anni si dedica sempre di più ai documentari e ad altre attività.

### Documentari
Parallelamente ai film a soggetto, Ferrario ha sempre realizzato documentari. Infatti ha spesso dichiarato che non vede differenza tra i due tipi di cinema, e che “la fiction ha sempre una parte di documentario, e il documentario una parte di messa in scena”. Fin dall’inizio l’idea di documentario del regista è molto particolare: Lontano da Roma  (1992) è un reportage spiazzante sugli albori della Lega Lombarda di Umberto Bossi. Memorabile il montaggio finale di un Primo Maggio della Lega narrato solo con musica e immagini. Del 1994 è American Supermarket, un programma tv in sei puntate andato in onda su Italia 1, costruito tutto con materiale di repertorio degli anni Quaranta e Cinquanta: il programma viene venduto in tutto il mondo. American Supermarket segna l’inizio del modo tutto personale che Ferrario ha di trattare il materiale d’archivio, dandogli una dimensione inaspettata, lontanissima dal didascalismo.
Come accade in Loro (1997), realizzato per la RAI, un vero e proprio “sabotaggio linguistico” del normale uso del repertorio. Della seconda metà degli anni ’90 è una trilogia sulla Resistenza. Iniziata con Materiale resistente (1995, co-regia con Guido Chiesa), proseguita con Partigiani (1996, con altri quattro registi) e conclusa con Comunisti (1998). In questi film Ferrario sviluppa un senso problematico dell’antifascismo, ribadendone però i valori fondanti. Nel filone “politico” si può iscrivere anche Le strade di Genova che Ferrario però rifiuta di definire “documentario”, ma solo “documento”. Si tratta di un’inchiesta dettagliata, realizzata in tempi strettissimi, sui fatti del G8 di Genova del 2001. Il lavoro fu anche utilizzato dalla Commissione Conoscitiva del Senato. Un altro filone essenziale del documentarismo di Ferrario è quello che si potrebbe definire dei “film di viaggio”. Sul quarantacinquesimo parallelo (1997) si svolge tra la Pianura Padana e la Mongolia, incrociando un viaggio dell’autore con un altro dei CSI - Consorzio Suonatori Indipendenti, il gruppo rock con cui Ferrario ha lavorato moltissimo nella seconda metà dei ’90, e i cui concerti nella Mostar del dopoguerra bosniaco sono al centro del documentario-performance Linea di confine (2000).
Mondonuovo (2003) accompagna invece lo scrittore Gianni Celati alla ricerca delle tracce della sua famiglia nel ferrarese. In entrambi, la chiave della narrazione è una sorta di ironico straniamento. Qualcosa del genere avviene anche in La strada di Levi (2007), film pluripremiato e di notevole successo sia in Italia che all’estero. Nel film Ferrario e Marco Belpoliti, soggettista e curatore delle opere di Primo Levi, si mettono in viaggio da Auschwitz a Torino per ripercorrere l’itinerario narrato dallo scrittore in La tregua. Il cortocircuito tra passato e presente produce un film di grande forza visiva ed emotiva. Negli ultimi anni Ferrario ha girato una trilogia sulla storia italiana, con la collaborazione di Giorgio Mastrorocco come sceneggiatore.
La prima parte è Piazza Garibaldi (2011), sulle tracce della spedizione dei Mille per il 150º anniversario dell'Unità d'Italia: un sopralluogo a tratti sentimentale, ironico, drammatico sullo stato della nazione. Del 2014 è La zuppa del demonio, tutto costruito con materiali d’archivio provenienti da film industriali dal 1912 al 1974. Una controstoria sull’epica dell’industrialismo, ma anche l’amara constatazione, oggi, della perdita del senso dell’utopia. Del 2017, infine, Cento Anni: un film-saggio “sulle Caporetto italiane”, che cerca di analizzare in che modo le sconfitte influenzano la storia del Paese. Del 2015 è Accademia Carrara - il museo riscoperto, dedicato alla riapertura della pinacoteca bergamasca: in realtà, una riflessione visiva sul senso dell’arte. Dell’anno dopo SEXXX, ispirato alla coreografia di Matteo Levaggi, film indefinibile nel genere, che mescola danza, fiction, documentario: una sorprendente ricognizione sulla messa in scena del corpo nudo. Un posto particolare nella sua filmografia occupano infine i lavori con Marco Paolini, a metà tra cinema e teatro filmato: I-Tigi a Gibellina  (2002) e la serie Teatro Civico (2005) per RaiTre.

### Editoria
Ferrario è anche romanziere, seppur in modo sporadico. Dissolvenza al nero (Longanesi, 1994) è un noir a sfondo storico, incentrato sulla figura di Orson Welles durante il suo soggiorno italiano del 1947. Il libro vinse il premio Hemingway del 1995 ed è stato tradotto in molte lingue. Ne è stato tratto un film di produzione internazionale, Fade to Black (2006), diretto da Oliver Parker ed interpretato da Danny Huston, Paz Vega, Christopher Walken e Diego Luna. Di sedici anni più tardi è il suo secondo romanzo, Sangue mio (Feltrinelli, 2010) Premio Bergamo, anche questo tradotto. Ha pubblicato anche racconti su riviste e in antologie. Oltre alla già citata monografia su Fassbinder, Ferrario ha firmato alcuni volumi legati alla sua attività di regista: Materiali resistenti (1995), Guardami. Storie dal porno (Il Manifesto Libri, 1999), I l cinema è un’invenzione senza futuro (Voir Trade, 2005), La strada di Levi (Marsilio, 2007). Da qualche anno è collaboratore fisso di La Lettura, il supplemento culturale del Corriere della Sera. Nel 2018 ha pubblicato Scherma Schermo. Il regista dietro la maschera, un saggio sul rapporto tra cinema e scherma, altra sua grande passione. Nel 2025 pubblica per Feltrinelli il romanzo L'isola della felicità.

### Altre attività
Nel 2005 Ferrario ha realizzato una mostra fotografica a partire dalla sua attività di volontario nelle carceri di Milano e Torino: Foto da galera, presentata per la prima volta al Museo di Fotografia Contemporanea di Milano. Catalogo (con testi di Ferrario e di John Berger) di Mazzotta Editore, (2005). Del 2015 è il suo esordio nel mondo dell’arte, con una installazione al Padiglione Italia della Biennale di Venezia, incentrata su un’intervista a Umberto Eco sul tema della memoria. Del 2017 è Reverse Angle, una grande videoinstallazione alle OGR di Torino.

## Filmografia

### Regista e sceneggiatore

#### Lungometraggi
- La fine della notte (1989)
- Anime fiammeggianti (1994)
- Tutti giù per terra (1997)
- Figli di Annibale (1998)
- Guardami (1999)
- Dopo mezzanotte (2004)
- Se devo essere sincera (2004)
- Tutta colpa di Giuda (2009)
- La luna su Torino (2013)
- Boys (2021)
- Blood on the Crown (2021)

#### Cortometraggi
- Non date da mangiare agli animali (1987)
- A Rimini (1995)
- Il figlio di Zelig (1995)
- Estate in città (1996)

#### Documentari
- Materiale resistente (1995)
- Comunisti (1997)
- Confidential Report (1996)
- Partigiani (1997)
- Sul 45º parallelo (1999)
- La rabbia (2000)
- Linea di confine (2000)
- Le strade di Genova (2002)
- Fine amore mai (2002)
- Mondonuovo (2003)
- La strada di Levi (2006)
- Piazza Garibaldi (2011)
- Accademia Carrara - il museo riscoperto (2015
- La zuppa del demonio (2015)
- SEXXX (2016)
- Cento Anni (2017)
- Umberto Eco - La biblioteca del mondo (2022)

#### Televisione
- Colors/La casa (1995)
- American Supermarket (1991)
- I Tigi a Gibellina (2002)
- Teatro Civico (2003)

### Sceneggiatore
- Quarantacinquesimo parallelo, regia di Attilio Concari (1986)
- Occhi che videro, regia di Daniele Segre (1988)
- Manila paloma bianca, regia di Daniele Segre (1992)
- In principio erano le mutande, regia di Anna Negri (1998)

## Opere letterarie
- Dissolvenza al nero, 1995.
- Materiale Resistente, 1996.
- Guardami. Storie dal porno, 1999.
- Sangue mio, 2010.
- Scherma, schermo. Il regista dietro la maschera., 2018.
- L'isola della felicità, 2025.

## Fotografia
- Foto da galera - catalogo e mostra, 2005.

## Arte
- Sulla memoria - installazione al Padiglione Italia della Biennale di Venezia (1998)